# Lo Straniero (periodico)
Lo Straniero è stata una rivista letteraria mensile fondata a Roma nel 1997 da Goffredo Fofi e da lui diretta; chiusa nel 2016.
La rivista, che prendeva il nome dal romanzo Lo straniero di Albert Camus, si occupava di arte, cultura, scienza e società. Lo stesso nome era stato dato in precedenza al Premio Lo Straniero, istituito da Fofi nel 1992. Tra i suoi collaboratori, oltre a Fofi, Alessandro Leogrande, Piergiorgio Giacché, Giulio Angioni, Oreste Pivetta, Gianfranco Bettin, Nicola Lagioia, Roberto Saviano, Vittorio Giacopini, Francesco Ciafaloni, Alfonso Berardinelli, Federico Varese.